# アサシン クリード ヴァルハラ
『アサシン クリード ヴァルハラ』（英: Assassin's Creed Valhalla）は、ユービーアイソフトより2020年11月10日に発売されたゲームソフトである。アサシン クリードシリーズのメインシリーズ12作目の作品で、2018年に発売されたアサシン クリード オデッセイの次の作品となる。

## 概要
舞台はヴァイキングの侵攻が活発だった9世紀のヨーロッパ。
プレイヤーは戦士団のリーダー・エイヴォルとして新たな定住の地を求め、イングランドの4つの王国（ウェセックス、ノーサンブリア、イースト・アングリア、マーシア王国）へとヴァイキングの民を導くことになる。
本作のタイトルにもなっている「ヴァルハラ（Valhalla）」は、世界の終焉「ラグナロク」に備えて北欧神話の主神・オーディンが戦士を招聘する神殿を意味する言葉。
ヴァイキングの間では「勇猛に戦った戦士は死後ヴァルハラに招かれる」という伝承に従い、戦い抜いて討ち死にする事が最上の名誉とされていた。

## 登場人物
エイヴォル
日本語版声優 - 江頭宏哉(男性) / 合田絵利(女性)
「狼傷」の異名を持つ本作の主人公。「鴉の戦士団」のリーダーとして新たな定住の地を求める。エイヴォルの性別はいつでも変更可能で、男女どちらの性別を選択してもロマンスの対象が制限されることはない。またデフォルトの選択肢「アニムスに一任する」を選ぶと、エイヴォルに関する謎が明らかになる。
レイラ・ハサン
日本語版声優 - 田中敦子
前々作から続投している現代編の主人公。
なお、今作をもってレイラ・ハサンの物語が終了する事が明かされている。
シグルド
日本語版声優 - 大羽武士
エイヴォルの義兄でスティルビョルン王の息子。
バシム・イブン・イスハーク
日本語版声優 - 東和良
隠れし者の一員。シグルドと知り合いでノルウェーまで付いてきた。『ミラージュ』の主人公。
アイヴァー
日本語版声優 - 咲野俊介
「骨なし」の異名で知られる戦闘狂のヴァイキング。ラグナルの息子の一人で、兄のウバと共にマーシアに傀儡政権を立てようと画策する。
アルフレッド
日本語版声優 - 子安武人
ウェセックスの王。エイヴォルら大異教軍と敵対する。
フルケ
日本語版声優 - 鷄冠井美智子
パラディン。グノーシス主義者で、異端者としてオクセンフォードシャーの修道院に囚われていた。
正体はイングランドに根付いている古き結社の大幹部の一人。
残虐なキョトヴィ
日本語版声優 - 天田益男
スティルビョルン王一派と三代に渡って抗争を繰り広げている敵対勢力の王。「戦でしか語らない」と評されるほど残忍で容赦がなく、エイヴォルの実の両親の仇でもある。
正体は古き結社の幹部の一人で、ノルウェー進出の尖兵として取り込まれた人物。キョトヴィ自体は架空の人物だが、モデルとなった実在の人物に裕福のキョトヴィがいる。
ハーラル
ノルウェーを統治する王。
バーグレッド
マーシアの王。エイヴォルらデーン人によって退位させられる。
チェオウルフ2世
日本語版声優 - 楠見尚己
バーグレッドの跡を継いだマーシアの王。エイヴォルらヴァイキングの支援により王に即位する。
オズワルド
イースト・アングリアの王を目指す従士。
ロドリ
本名ロドリ・アプ・メルヴァン。ブリトン人にしてウェールズの王。シロップシャーを巡ってヴァイキングと争う。
グスルム
大異教徒軍を指揮する指導者の一人。ウェセックスを征服するためエイヴォルに力を貸す。
ロロ
後にノルマンディー公の始祖という大望を果たすこととなる若きヴァイキング。エセックスにて奇妙な依頼を受けたエイヴォルを支援する。
リシエ
ヨルヴィックの領主を務めるノーサンブリアの王。
ハルフダン・ラグナルソン
ラグナル・ロズブロークの長男にして大異教徒軍を率いる長の一人。ヨルヴィックにてリシエという傀儡を立て、その上に君臨する王。ピクト人との戦の最中にエイヴォルと出会い、身内に裏切りが無いか調査を依頼する。
黒服の老人
日本語版声優 - 江頭宏哉
エイヴォルに瓜二つの謎の老人。事ある毎にエイヴォルに語りかけるような幻視を魅せる。
レリオンの娘たち
トールの兜の入手に必要な短剣を所持している、レリオンの三人の娘。名前はそれぞれリーガン、ゴネリル、コーデリア。父を殺された事での強い恨みを抱いており、住処に立ち寄ったエイヴォルにも牙を剥く。瞬間移動や分身術、固有の特殊能力を駆使するためその難易度は非常に高い。
カサンドラ
とある場所にて出会うことになる謎の女戦士。『オデッセイ』の主人公。

### アースガルズ篇の登場人物
トール
テュール
フレイヤ
ロキ
ニョルズ
フェンリル
イーヴァルディ

### ヨトゥンヘイム篇の登場人物
ヒュロッキン
アングルボザ
スットゥング
グンロズ
エーギル
ソック
ミーミル
ラタトスク

### DLC版登場人物

#### ベオウルフの伝説
ウルフヒルダ
ブリズリー農場で発生した異変を解くためエイヴォルに協力する修道女。クエスト中は彼女と同行する。
グレンデル
ブリズリー農場で起きた異変の元凶の怪物。凄まじい怪力を誇る。
グレンデルの母
一人息子であるグレンデルを愛する母親。

#### ドルイドの怒り
バーリス
ノルウェーから移り住んだヴァイキング出身。エイヴォルの従兄弟でダブリンを治める王。交易の中心地としてダブリンを発展させる。
シスフリス
バーリスの唯一の息子。武力ではなく交易を優先させ他の王に擦り寄ろうとする父に反発心を抱いている。
フラン・シンナ
アイルランド全土を統治している上級王。バーリスのダブリン統治を認めてもらうため、エイヴォルはアイルランド中を奔走することとなる。
キーラ
フラン・シンナに仕えている詩人。コノート出身であり、かつてはダヌの子らの一員だった。
オーウェン
フラン・シンナに協力的な司祭。
バロール
あるクエストを進めていくと戦うことになる古き者。倒すとゲイ・ボルグが手に入る。

#### パリ包囲戦
トーカ
パリから来たノース人。父シンリックがフランク王に殺害され、その脅威がイングランドに迫っていることをエイヴォルに知らせる。
シグフレッド
フランク人に殺害されたシンリックの弟。パリにやって来たエイヴォルに協力を求める。
オド伯
フランク王の右腕。軍人としての能力が高く、多大なる尊敬を集めている。
ゴズラン司教
フランク王から信頼されているパリ司教。勇敢な守護者。
シャルル肥満王
フランク王国の王。ノース人を悪魔と呼び、敵対する。交渉の機会と引き換えに王妃リヒャルディスの救出をエイヴォルに命じる。
リヒャルディス
シャルル肥満王の王妃。夫婦仲は決して良くはない。

#### ラグナロクの始まり
スルト
炎の巨人を従える王にして侵略者。バルドルを連れ去る。
バルドル
ハーヴィとフリッガの息子。スルトに連れ去られる事で物語が始まる。
フリッガ
ハーヴィの妻でバルドルの母。ハーヴィと共に連れ去られたバルドルを救出するため、スヴァルトアルフヘイムへと乗り込む。
ブロックとエイトリ
ドワーフの隠れ家に住んでいる鍛冶屋。

## 日本語版の表現規制

### 流血表現
2020年10月24日、「UBIDAY2020 ONLINE」にて「日本語版と北米版の違い」として、PC版を含めた全プラットフォームで行われる表現規制の内容が発表された。この発表の時点で流血表現は表現規制の対象に含まれていなかったが、11月10日の発売後に国内のプレイヤーから「攻撃時の血しぶき」といった流血表現がほぼ削除されていることが報告され、不満の声が上がった。
11月18日、UBI公式ブログ内でこの問題に対する声明文を発表。流血表現が削除された理由について「レーティングを取得する際、オリジナルのゲームに対して、当初予定していた修正内容では日本国内で発売できない可能性が高いため、関係機関との協議の上で表現修正を再度検討した結果」と説明した。
11月19日、CEROが公式サイト内で声明文を発表。「本機構では、この件について同社から一切ご連絡も協議のお申し出もいただいておらず無関係」とした。同日、UBI側も公式ブログを更新し「先日公開した流血表現の修正に関して調査を進めた結果、弊社内の問題であることが判明いたしました」という内容の声明文を発表した。
11月26日、UBI公式ブログ内で「ゲーム内オプションにて流血表現をオンにできないという問題が生じていた」と発表し、オプションで流血表現をオンにするためのパッチの準備を進めていることを明らかにした。パッチは12月中旬に配信予定としている。
また、この表現規制は共通バージョンとして販売されている他のアジア圏でも同様で、日本向けの表現規制の影響が他国にも及んでいる。11月19日には台湾や韓国向けに独自のアップデートによって規制箇所を調整することも発表されていた。

### 未審査版を販売
11月30日、CEROのプレスリリースにてレーティングアイコンが付与された本作の未審査版がUBI公式ストア内で一時的にダウンロード販売されていたため、差し替えを要請したと発表。CEROはUBI側に説明を求めている。